# 교통 동호인
교통 동호인은 교통수단들에 대해 관심과 열정이 많고 좋아하는 사람들을 가르키는 단어이다. 철도 동호인, 버스 동호인, 항공기 동호인과 같은 사람들은 대중교통을 좋아하는 대중교통 동호인에 속하며 이러한 대중교통 동호인들도 교통 동호인에 속한다. 또한 교통 동호인은 자동차, 기차, 비행기, 선박, 우주선과 같은 각종 교통수단들을 좋아하는 사람들도 가르키는 단어이며 그래서 자동차 동호인도 교통 동호인에 속한다. 그외에 자전거나 오토바이를 좋아하는 사람들도 교통 동호인의 범주에 속한다. 교통 동호인들끼리 모여서 다음이나 네이버와 같은 포털 사이트들에 카페를 만들기도 한다.

## 교통 동호인의 분류
교통 동호인의 분류에는 다음과 같은 분류가 있다.

### 사진 및 동영상 활영
교통수단들에 대한 사진 및 동영상을 촬영하는 사람들이다.

### 모형 수집
교통수단들에 대한 모형을 수집하고 만드는 사람들이다.

### 교통수단 보존
수명이 다되어 퇴역한 교통수단들을 모아서 보존하는 사람들이다.

### 여행
교통수단을 통해서 여행하는 것을 즐기고 취미로 삼는 사람들이다.

## 같이 보기
- 교통수단
- 대중교통